# Carl Persson i Gärstad
Carl Johan Persson (i riksdagen kallad Persson i Gärstad), född 14 oktober 1834 i Gammalkils församling, Östergötlands län, död 29 februari 1908 i Östra Eneby församling, Östergötlands län, var en svensk lantbrukare, hemmansägare och politiker.
Persson var ledamot av riksdagens andra kammare 1885–1886, invald i Åkerbo, Bankekinds och Hanekinds domsagas valkrets i Östergötlands län.. Han skrev en egen motion i riksdagen om användande av svensktillverkad materiel vid SJ.